# 企业经济学
企业经济学又名管理經濟學，是经济学的一个分支，它實際上將经济学理论和管理学理论相结合，並研究企业内部的管理相关问题和金融、市场营销、贸易、会计、审计、物流、人力资源、生产等在企业层面的问题。在美国的商学院、中国的管理学院等會設置此類学科。